# 長浦駅前
長浦駅前（ながうらえきまえ）は、千葉県袖ケ浦市にある町丁。現行行政地名は長浦駅前一丁目から長浦駅前八丁目。郵便番号は299-0246。

## 概要
千葉県袖ケ浦市の北西部に位置する。長浦駅南口側にあり、昭和後期の土地区画整理事業による地番変更によって成立した。

## 地理

### 隣接町丁字
- 北：蔵波、久保田
- 東：久保田
- 南：久保田、蔵波、蔵波台
- 西：蔵波、蔵波台

## 長浦駅前土地区画整理事業

### 事業概要
長浦駅前土地区画整理事業は、長浦駅南側における健全で良好なまちづくり推進のため、1971年（昭和46年）から1984年（昭和59年）にかけて実施されていた土地区画整理事業。内容は以下の通りである。
| 施行       | 長浦駅前土地区画整理組合  |
| 施行面積   | 90.4ha                    |
| 総事業費   | 1,068,588万円             |
| 減歩率     | 38.3%                     |
| 事業認可日 | 1971年（昭和46年）4月2日  |
| 事業期間   | 1971年度 - 1984年度       |
| 換地処分日 | 1983年（昭和58年）7月1日  |
| 組合解散日 | 1984年（昭和59年）4月20日 |

## 歴史

### 沿革
- 1983年（昭和58年）7月1日 - 換地処分に伴う地番変更実施によって成立[4]。
- 1987年（昭和62年）4月3日 - ダイエー長浦店開業。
- 2016年（平成28年）3月3日 - ダイエー長浦店閉業[6]。

## 世帯数と人口
2022年（令和4年）4月1日現在の世帯数及び人口の詳細は以下の通りである。
| 町丁字         | 世帯数    | 人口総数 | 人口  | 人口   | 人口     | 人口     | 人口    | 人口   | 世帯人員 | 面積    |
| 町丁字         | 世帯数    | 人口総数 | 若年  | 若年   | 生産年齢 | 生産年齢 | 高齢    | 高齢   | 世帯人員 | 面積    |
| -------------- | --------- | -------- | ----- | ------ | -------- | -------- | ------- | ------ | -------- | ------- |
| 長浦駅前一丁目 | 207世帯   | 405人    | 42人  | 10.37% | 283人    | 69.88%   | 80人    | 19.75% | 1.96人   | 8.52ha  |
| 長浦駅前二丁目 | 523世帯   | 1,033人  | 122人 | 11.81% | 597人    | 57.79%   | 314人   | 30.40% | 1.97人   | 12.77ha |
| 長浦駅前三丁目 | 222世帯   | 430人    | 45人  | 10.47% | 265人    | 61.63%   | 120人   | 27.91% | 1.93人   | 9.10ha  |
| 長浦駅前四丁目 | 295世帯   | 649人    | 45人  | 6.93%  | 290人    | 44.68%   | 314人   | 48.38% | 2.20人   | 9.26ha  |
| 長浦駅前五丁目 | 348世帯   | 739人    | 68人  | 9.20%  | 353人    | 47.77%   | 318人   | 43.03% | 2.12人   | 10.57ha |
| 長浦駅前六丁目 | 449世帯   | 985人    | 101人 | 10.25% | 497人    | 50.46%   | 387人   | 39.29% | 2.19人   | 12.55ha |
| 長浦駅前七丁目 | 390世帯   | 851人    | 113人 | 13.28% | 540人    | 63.45%   | 198人   | 23.27% | 2.18人   | 9.88ha  |
| 長浦駅前八丁目 | 245世帯   | 502人    | 54人  | 10.76% | 336人    | 66.93%   | 112人   | 22.31% | 2.04人   | 10.67ha |
| 合計           | 2,679世帯 | 5,594人  | 590人 | 10.55% | 3,161人  | 56.51%   | 1,843人 | 32.95% | 2.09人   | 83.32ha |

## 通学区域
市立小学校・市立中学校及び県立高等学校の通学区域は以下の通りである。
| 町丁字         | 範囲     | 小学校               | 中学校               | 高等学校 |
| -------------- | -------- | -------------------- | -------------------- | -------- |
| 長浦駅前一丁目 | 全域     | 袖ケ浦市立長浦小学校 | 袖ケ浦市立長浦中学校 | 第9学区  |
| 長浦駅前二丁目 | 全域     | 袖ケ浦市立長浦小学校 | 袖ケ浦市立長浦中学校 | 第9学区  |
| 長浦駅前三丁目 | 全域     | 袖ケ浦市立長浦小学校 | 袖ケ浦市立長浦中学校 | 第9学区  |
| 長浦駅前四丁目 | 全域     | 袖ケ浦市立長浦小学校 | 袖ケ浦市立長浦中学校 | 第9学区  |
| 長浦駅前五丁目 | 全域     | 袖ケ浦市立長浦小学校 | 袖ケ浦市立長浦中学校 | 第9学区  |
| 長浦駅前六丁目 | 全域     | 袖ケ浦市立長浦小学校 | 袖ケ浦市立長浦中学校 | 第9学区  |
| 長浦駅前七丁目 | 全域     | 袖ケ浦市立長浦小学校 | 袖ケ浦市立長浦中学校 | 第9学区  |
| 長浦駅前八丁目 | 下記以外 | 袖ケ浦市立長浦小学校 | 袖ケ浦市立長浦中学校 | 第9学区  |
| 長浦駅前八丁目 | 12番地1  | 袖ケ浦市立蔵波小学校 | 袖ケ浦市立蔵波中学校 | 第9学区  |

## 施設
- 長浦駅（字は蔵波）
- 木更津警察署長浦駅前交番
- 袖ケ浦市立長浦小学校
- 袖ヶ浦さつき台病院
- イオン長浦店（旧ダイエー）
- ビバホーム長浦店
- ファッションセンターしまむら長浦店
- 主婦の店長浦店

## 交通

### 鉄道
- 東日本旅客鉄道内房線
  - 長浦駅

### バス
高速路線バス
- 品川線[8]：長浦駅北口 - 品川駅（小湊鐵道）

一般路線バス
以下の一般路線バスが通過する。
| 会社     | 系統 | 運行 | 区間                                        | 経由                                 |
| -------- | ---- | ---- | ------------------------------------------- | ------------------------------------ |
| 小湊鐵道 | 長01 | 営業 | 長浦駅 - のぞみ野南                         | 長浦行政センター                     |
| 小湊鐵道 | 長02 | 営業 | 長浦駅 - 姉ケ崎駅西口                       | けやき台、代宿団地、別荘下           |
| 小湊鐵道 | 長03 | 営業 | 長浦駅 - 代宿団地                           | けやき台                             |
| 小湊鐵道 | 長04 | 営業 | 旭ダイヤモンド工業前 - 袖ケ浦バスターミナル | 椎の森工業団地、長浦駅、袖ケ浦駅南口 |
| 小湊鐵道 | 長05 | 営業 | 代宿団地 - 袖ケ浦バスターミナル             | けやき台、長浦駅、袖ケ浦駅南口       |
| 小湊鐵道 | 長06 | 営業 | 長浦駅 - 袖ケ浦駅北口                       | 奈良輪小入口                         |
| 小湊鐵道 | 木21 | 営業 | 木更津駅西口 - 長浦駅                       | 袖ケ浦駅南口                         |
| 小湊鐵道 | 木22 | 営業 | 木更津駅西口 - 長浦駅                       | 袖ケ浦駅南口、加藤病院               |